# カバ県
カバ県（カバけん）は、中華人民共和国新疆ウイグル自治区イリ・カザフ自治州アルタイ地区に位置する県。県人民政府の所在地はアクチ鎮（阿克斉鎮）。

## 行政区画
4鎮、3郷を管轄：
- 鎮：アクチ鎮（アクシャイ鎮、阿克斉鎮）、サルブラク鎮（薩爾布拉克鎮）、チバル鎮（シャイバル鎮、斉巴爾鎮）、キョルバイ鎮（庫勒拝鎮）
- 郷：サルタム郷（薩爾塔木郷）、ジャイルマ郷（加依勒瑪郷）、テレクト郷（鉄熱克提郷）
- 一八五団